# Matias Fernandez-Pardo
Matias Fernandez-Pardo (* 3. Februar 2005 in Brüssel) ist ein belgisch-spanischer Fußballspieler, der bei OSC Lille in der Ligue 1 spielt.

## Karriere

### Verein
Fernandez-Pardo begann seine fußballerische Ausbildung beim RSC Anderlecht. Anschließend spielte er bis 2014 in der Jugend der KV Mechelen, ehe er zum OSC Lille nach Frankreich wechselte. Nach sechs Jahren Jugendakademie in Frankreich wechselte er zurück nach Belgien zu KAA Gent. Hier spielte er 2021/22 bereits elfmal für die U18-Mannschaft in der Liga. Am 9. März 2023 debütierte er im Achtelfinale der Conference League nach später Einwechslung gegen den Istanbul Başakşehir FK für die Profimannschaft. Knapp einen Monat später gab er gegen den RFC Seraing auch sein Ligadebüt in der Division 1A. Dennoch war er in der Saison 2022/23 neben diesen beiden Spielen noch Stammspieler bei der U23-Mannschaft und traf dort zweimal in 26 Einsätzen. Sein erster Profitreffer gelang ihm am 30. Spieltag der Folgespielzeit bei einem 5:0-Sieg über Sporting Charleroi. In den Meisterschaftsplayoffs entwickelte er sich zur Stammkraft in Gents Sturm, wodurch er in der Saison 2023/24 auf acht Treffer in 16 Ligapartien kam.
Nach den ersten Ligabegegnungen in Belgien wechselte Fernandez-Pardo im Sommer 2024 nach Frankreich zurück zu seinem Ausbildungsverein OSC Lille. Seinen ersten Ligue-1-Einsatz konnte er am vierten Spieltag gegen die AS Saint-Étienne feiern. Nur wenige Tage später spielte der Belgier nach Einwechslung gegen Sporting Lissabon sein erstes Champions-League-Spiel. Sein erstes Tor für die Dogues gelang ihm am zehnten November 2024 (11. Spieltag) gegen den OGC Nizza bei seinem ersten Startelfeinsatz in der Ligue 1. Im November wurde er zudem als bester junger Spieler des Monats der Ligue 1 ausgezeichnet.

### Nationalmannschaft
Fernandez-Pardo absolvierte bereits einige Partien für belgische Juniorennationalmannschaften, wobei er auch einige Tore schoss. An einem großen Turnier nahm er bislang jedoch noch nicht teil.

## Erfolge
Auszeichnungen
- Bester junger Spieler des Monats der Ligue 1: November 2024